# تیم ملی فوتبال ساحلی اندونزی
تیم ملی فوتبال ساحلی اندونزی نماینده اندونزی در مسابقات بین‌المللی فوتبال ساحلی و یکی از تیم‌های فوتبال ساحلی آسیای است.